# Krubong

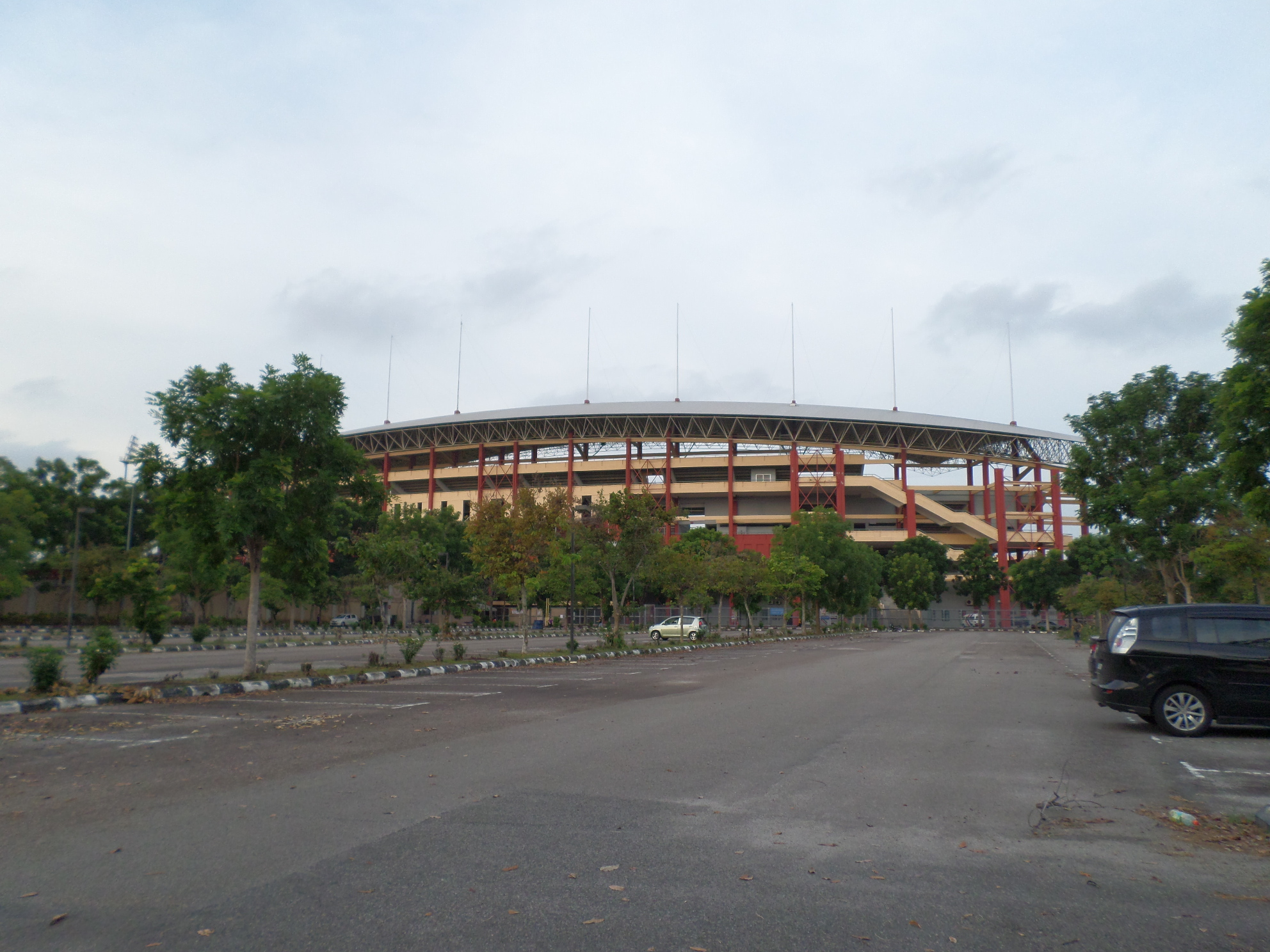
Hang Jebat Stadium in Krubong

Krubong ist ein Mukim im Melaka Tengah District in Malaysia. Er liegt etwa 15 km von Malakka und 10 km von Alor Gajah entfernt.

## Infrastruktur
Die Hauptanbindung erfolgt über den SPA Highway, der Malacca International Airport liegt in etwa 5 km Entfernung. Es gibt mehrere Wohngebiete wie Kampung Krubong, Krubong Permai, Krubong Jaya, Seri Krubong und Krubong Perdana. In Krubong befinden sich der Krubong Technology Park sowie zahlreiche Sporteinrichtungen wie das Hang Jebat Stadium und der Hang Jebat Sport Complex.
Koordinaten: 2° 17′ 10″ N, 102° 15′ 3″ O